# Waltenegus Dargie

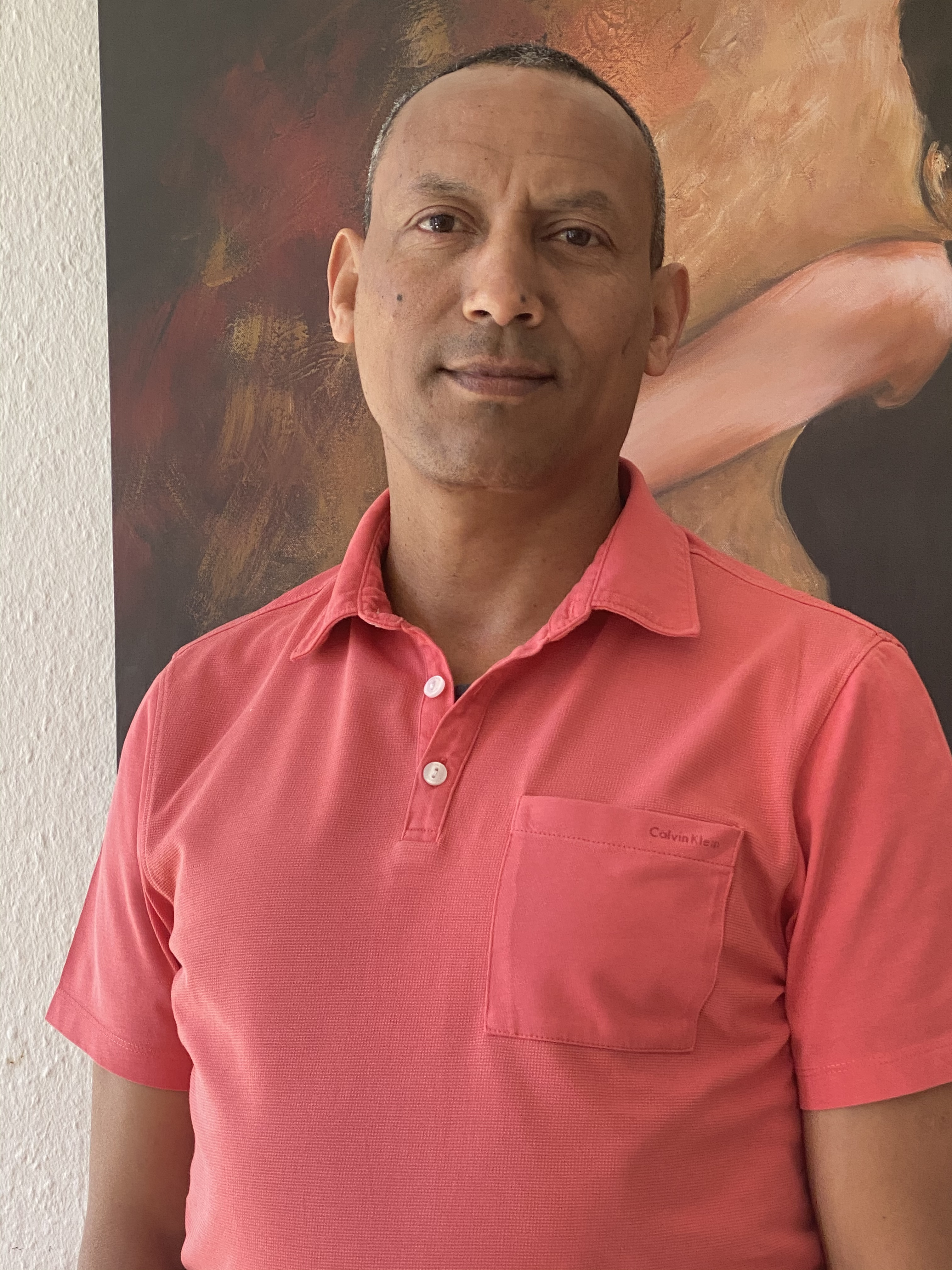
Waltenegus Dargie, 2020

Waltenegus Dargie (* 24. Mai 1969 in Neghelle Borena, Äthiopien) ist ein äthiopisch-deutscher Informatiker und Buchautor. Er veröffentlichte mehrere Romane sowie philosophische und technische Bücher.

## Leben und Wirken
Dargie war der Sohn eines Militärarztes und hat sechs Geschwister. Die Familie wechselte aufgrund des Berufes des Vaters häufig den Wohnort, bevor sie sich in Neghelle Borena niederließ. Dargie besuchte eine deutsch-lutherische Grundschule und anschließend die Junier High School und legte 1987 die äthiopische Schulabschlussprüfung ab. Es folgte ein Studium der Elektrotechnik am Kotobe College of Teachers Education (heute Kotobe Metropolitan University), wo er 1988 den Preis für das Gedicht des Jahres erhielt.
Nach seinem Abschluss mit dem Diplom im Juni 1989 zog Dargie nach Tepi, wo er an der Tepi High School unterrichtete. In einem Vortrag am Institut für Anglistik und Amerikanistik der Technischen Universität Dresden erklärte Dargie, dass er ein Großteil seiner Zeit in Tepi mit dem Lesen philosophischer Bücher verbrachte und – nachdem er zuvor Atheist war – im Jahr 1992 Christ wurde.
1994 kündigte Dargie seine Stelle als Lehrer und studierte Elektrotechnik und Elektronik am Nazareth Technical College (a.k.a. Adama University). 1997 erhielt er einen Bachelor-Abschluss mit Auszeichnung. Im selben Jahr trat er als Assistant Lecturer in das Defence Engineering College in Debre Zeit ein. Drei Jahre später übersiedelte er nach Deutschland, um einen Master in Elektrotechnik an der Universität Kaiserslautern zu erlangen. Er schloss sein Studium 2002 ab und war anschließend von 2002 bis 2005 wissenschaftlicher Mitarbeiter am Fachbereich Elektrotechnik/Informatik der Universität Kassel.
2006 wurde Dargie an der Fakultät Informatik der TU Dresden mit magna cum laude promoviert, wo er wissenschaftlicher Mitarbeiter am Lehrstuhl für Rechnernetze ist.  2010 habilitierte er sich an der TU Dresden und arbeitet dort als Privatdozent.

## Veröffentlichungen

### Romane
- Princess Mersabel. Lamsi Publishing, 2021, ISBN 978-3981952773
- The Eunuch and the King’s Daughter. Neshee Publication, 2005, ISBN 978-0977090709
- Ermias, Lamsi Publishing, 2018, ISBN 978-3981952704
- Peregrination. Lamsi Publishing, 2019, ISBN 978-3981952759

### Philosophische Bücher
- The Reason for Life. According to Albert Einstein, Sigmund Freud, Fyodor Dostoevsky, and Leo Tolstoy. Lamsi Publications, 2018, ISBN 978-3981952742

### Technische Bücher
- mit Christian Poellabauer: Fundamentals of Wireless Sensor Networks. Theory and Practice. Wiley & Sons, 2011, ISBN 978-0470997659
- Principles and Applications of Ubiquitous Sensing. Wiley & Sons, 2017, ISBN 978-1-119-09134-9